# Ian Hendry
Ian Hendry (Ipswich, 13 gennaio 1931 – Londra, 24 dicembre 1984) è stato un attore britannico, noto soprattutto per aver interpretato la serie televisiva Agente speciale, popolare negli anni sessanta.

## Biografia
Nato ad Ipswich, studiò alla Culford School vicino alla cittadina di Bury St Edmunds, nel Suffolk. Dopo una beve esperienza nel mondo del circo come clown, iniziò a studiare i rudimenti della recitazione presso la London's Central School of Speech and Drama di Lonsea.
La sua carriera di attore televisivo fu abbastanza rapida e già nel 1960, un anno dopo aver esordito, diventò protagonista della serie televisiva Police Surgeon prodotta per la  ABC. Un anno dopo Sidney Newman, il creatore di Doctor Who, ideò la nuova serie televisiva The Avengers e Hendry venne chiamato per interpretare il ruolo del dottor David Keel.
Dal 1963 al 1971 fu sposato con l'attrice Janet Munro.

## Filmografia parziale

### Cinema
- La strada dei quartieri alti (Room at the Top), regia di Jack Clayton (1959)
- Affondate la Bismarck! (Sink the Bismarck!), regia di Lewis Gilbert (1960)
- La stirpe dei dannati (Children of the Damned), regia di Anton Leader (1963)
- Così bella, così sola, così morta (Girl in the Headlines), regia di Michael Truman (1963)
- Giungla di bellezze (Beauty Jungle), regia di Val Guest (1964)
- La collina del disonore (The Hill), regia di Sidney Lumet (1965)
- Repulsione (Repulsion), regia di Roman Polański (1965)
- Questa pazza, pazza, pazza Londra (The Sandwich Man), regia di Robert Hartford-Davis (1966)
- La stella del Sud (The Southern Star), regia di Sidney Hayers (1969)
- Doppia immagine nello spazio (Doppelgänger), regia di Robert Parrish (1969)
- La mafia lo chiamava il Santo ma era un castigo di Dio (Vendetta for the Saint), regia di Jim O'Connolly (1969)
- Uomini e filo spinato (The McKenzie Break), regia di Lamont Johnson (1970)
- Carter (Get Carter), regia di Mike Hodges (1971)
- Racconti dalla tomba (Tales from the Crypt), regia di Freddie Francis (1972)
- Oscar insanguinato (Theatre of Blood), regia di Douglas Hickox (1973)
- Progetto micidiale (The Internecine Project), regia di Ken Hughes (1974)
- Professione: reporter, regia di Michelangelo Antonioni (1975)
- La maledizione di Damien (Damien: Omen II), regia di Don Taylor (1978)
- The Bitch, regia di Gerry O'Hara (1979)

### Televisione
- ITV Play of the Week – serie TV, episodi 5x37-12x18-12x23 (1960-1967)
- Agente speciale (The Avengers) – serie TV, 26 episodi (1961)
- Attenti a quei due (The Persuaders!) – serie TV, episodio 1x06 (1971)
- Gli invincibili (The Protectors) – serie TV, episodio 1x09 (1972)

## Doppiatori italiani
- Sergio Tedesco in La stirpe dei dannati
- Sergio Graziani in La mafia lo chiamava il Santo ma era un castigo di Dio
- Oreste Lionello in Carter
- Rino Bolognesi in Oscar insanguinato
- Nando Gazzolo in La collina del disonore
- Gianfranco Bellini in Progetto micidiale
- Gianni Bonagura in Professione: reporter
- Vittorio Congia in La maledizione di Damien